# Hellín (kommunhuvudort)
Hellín är en kommunhuvudort i Spanien.   Den ligger i provinsen Provincia de Albacete och regionen Kastilien-La Mancha, i den sydöstra delen av landet, 270 km sydost om huvudstaden Madrid. Hellín ligger 590 meter över havet och antalet invånare är 30 976.
Terrängen runt Hellín är platt åt nordost, men åt sydväst är den kuperad.Runt Hellín är det ganska glesbefolkat, med 34 invånare per kvadratkilometer. Hellín är det största samhället i trakten. Trakten runt Hellín består till största delen av jordbruksmark.